# یاکوف چرویچنکو
یاکوف چرویچنکو (روسی: Я́ков Тимофе́евич Черевиче́нко؛ ۱۲ اکتبر ۱۸۹۴ – ۴ ژوئیهٔ ۱۹۷۶) سرهنگ ژنرال اتحاد جماهیر شوروی بود.
وی همچنین برندهٔ جوایزی همچون مدال دفاع از قفقاز، نشان لنین، نشان پرچم سرخ، نشان انقلاب اکتبر، و مدال تسخیر برلین شده‌است.